# Джентльмен і півень
«Джентльмен і півень» (інша назва: «Півні перегукуються») — радянський комедійний художній фільм 1928 року, знятий режисером Володимиром Баллюзеком на кіностудії «Білдержкіно».

## Сюжет
Сатирична комедія. Фільм починається титром: «Встановлений Ризьким мирним договором 1921 року кордон між панською Польщею і Радянською Білорусією пройшов через маєток польського графа Вадецького». На радянській території опинилася найкраща частина маєтку з палацом, де тепер нові господарі — веселий і галасливий піонерський загін. А півні, що постійно перегукуються по різні боки кордону, — нагадують графу про те, як колись рано вранці під такий самий крик півнів у його палац увірвалися бунтівні селяни, і вони з дружиною і гостями ледь не загинули. Зазнавши вчергове панічного жаху пробудження під ненависне «кукуріку», Вадецький стріляє з рушниці у півнів, які б'ються у вікна спальні, піднявши на ноги весь будинок, наказує слугам знищити всіх навколишніх півнів. Служниця Ядя і пастух Вася цікавляться наказом, який розвішує по селу вахмістр. Вася згадує, як колись граф вигнав його зі школи за те, що він намалював на нього «півнячий» шарж. А тим часом корови переходять кордон. Вася біжить за ними й залишається в БРСР: адже тільки тут бідняк може здобути освіту. Поки графські слуги ловлять і ріжуть півнів, на території БРСР готуються до свята. На польській стороні — іменини графині. Несподівано Вадецький помічає, що чайник прикритий чохлом, стилізованим під півня. Оскаженілий граф б'є посуд. На довершення неприємностей піонери (з ними й Вася) починають грати на кордоні «Марш Будьонного». Граф намагається заборонити селянам слухати ворожу музику. Незадоволені гості роз'їжджаються. Граф помічає на Яді червону хустинку й кидається на неї. Але дівчина ухиляється й біжить через кордон. Граф з сім'єю їдуть. На радянському боці музика, ілюмінація, яскраве молодіжне свято. Ядя зустрічає Васю, обидва щасливі.

## У ролях
- Леонід Добровольський — граф Вадецький
- Валентина Баранова — Ядя, служниця
- Олена Волинцева — графиня
- Кирило Гун — Янек, вахмістр і охоронець графа
- Степан Кузнецов — Вася, пастух
- Георгій Раделін — кухар
- Володимир Гребньов — епізод

## Знімальна група
- Режисер — Володимир Баллюзек
- Сценаристи — І. Долгопольський, Леонід Ієрихонов
- Оператори — Микола Козловський, Аркадій Кольцатий
- Художники — Володимир Баллюзек, Володимир Єгоров